# Zečjak
Zečjak (1.622 m) je drugi po veličini vrh Srednjeg Velebita (iza Šatorine, ali puno pristupačniji za osvajanje jer se nalazi blizu prijevoja Velikog Alana (1.406 m) i Planinarskog doma (1.305 m) kuda vodi cesta od Krasnog preko Velebita do mjesta na Jadranskoj obali - Jablanca. Tom je makadamskom cestom moguće proći i osobnim automobilom od Krasnog do prijevoja, dok je cesta od prijevoja do Jablanca dostupna samo za terence.

## Pristup
Do Zečjaka treba hodati oko 1 h od doma, u pravcu jugozapada, prvo Premužićevom stazom na jug, a onda odvojkom na zapad. Na vrhu nema drveća (slično kao na Šatorini) te je lijepi pogled na more i Jadranske otoke.